# Symplocos fasciculata
Symplocos fasciculata är en tvåhjärtbladig växtart som beskrevs av Heinrich Zollinger. Symplocos fasciculata ingår i släktet Symplocos och familjen Symplocaceae. Inga underarter finns listade i Catalogue of Life.